# Batthyány

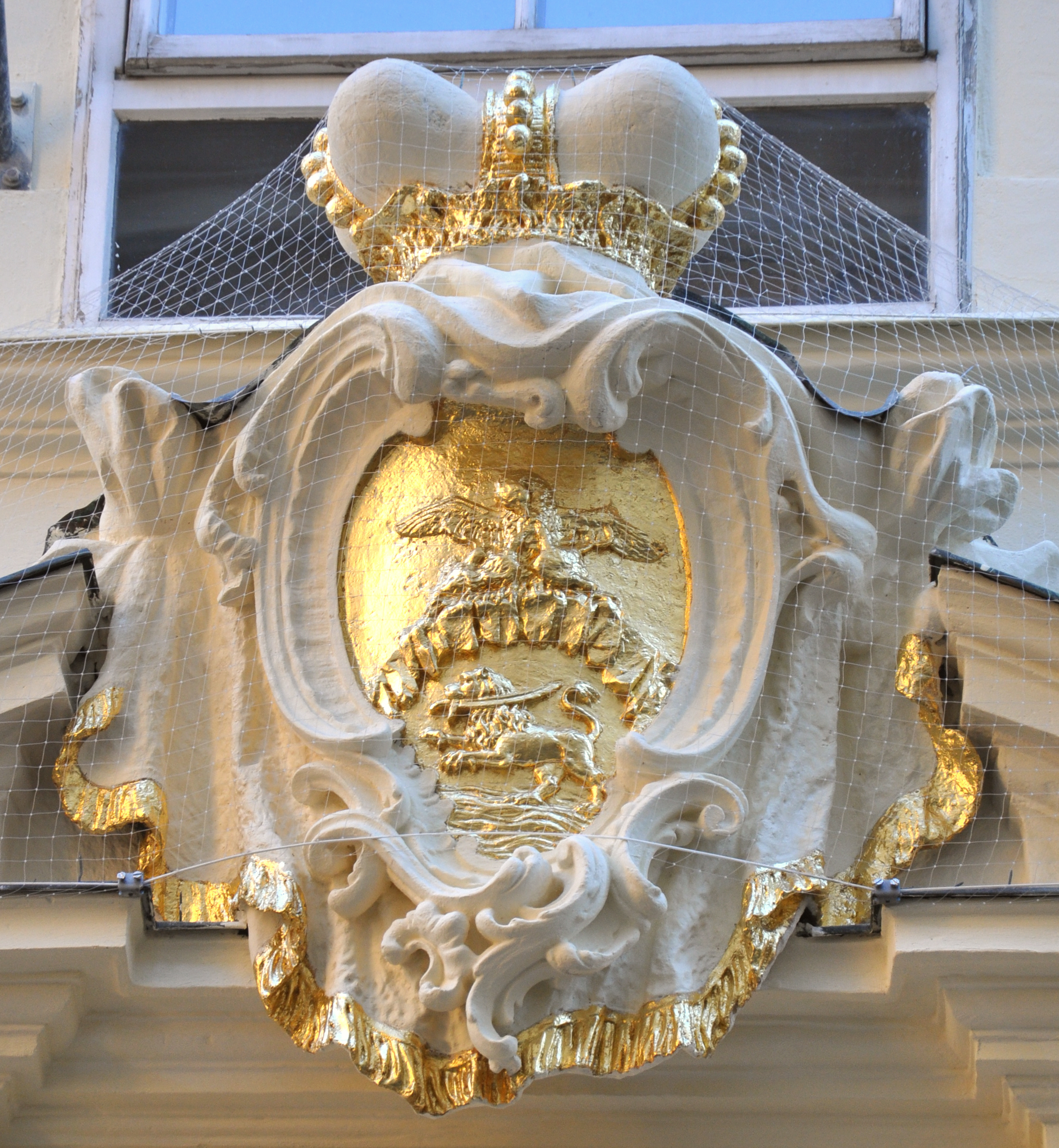
Wapenschild van prinses Batthyány in Wenen (Oostenrijk)

Batthyány is de naam van een oude voorname Hongaarse magnatenfamilie. De leden van deze familie dragen de titel graaf/gravin (Gräf/Grävin) respectievelijk prins of prinses (Fürst/Fürstin) Batthyány von Német-Újvár. Een tak van de familie (Kroatisch: Baćan) was ook voornaam in Kroatië en ze leverden verschillende Bans af in Kroatië in de 16e, 17e en 18e eeuw.
De wortels van de familie gaan terug tot de stichting van Hongarije door Árpád in het jaar 896. De familie stamt af van het genus van stamhoofd Örs. Árpád had zeven stamhoofden, waarvan er één Örs genoemd werd. Later werd dit Kővágó-Örs. In 1398 trouwde Miklós Kővágó-Örs met Katalin Batthyány. Keizer Sigismund gaf Miklós de regio rond het stadje Battyán (het hedendaagse Szabadbattyán) en hij nam dan de naam van het stadje als de zijne. De familie werd het eerst vermeld in documenten uit 1398 en ze hadden hun voorouderlijke zetel in Güssing (Hongaars: Németújvár), gelegen in Burgenland (Oostenrijk), sinds 1522.
In 1577 transformeerde Boldizsár Batthyány de zetel van de familie, Güssing, tot het centrum van protestantisme van de hele regio. Zijn nazaat Ádám Batthyány was echter katholiek en liet een Franciscanenklooster bouwen in Güssing. Lajos Batthyány werd de eerste premier van Hongarije tijdens de Hongaarse Revolutie van 1848 en werd geëxecuteerd in Pest in 1849. Na 1945 werd het grootste deel van de eigendommen van de Batthyány familie in Hongarije en andere gebieden onder communistisch bestuur afgenomen, maar ze bleven wel hun bezittingen in Oostenrijk behouden.

## Notabele familieleden
Chronologisch gerangschikt
- Boldizsár Batthyány (1543-1590), baron, goed opgeleide humanist, werd protestants in 1570
- Ádám Batthyány (1610-1659), graaf, richtte het Franciscanenklooster op in Güssing
- Karl Josef Batthyány (1697-1772), Oostenrijks veldmaarschalk, plaatsvervangend gevolmachtigd minister van de Oostenrijkse Nederlanden en later onderwijzer van keizer Jozef II, ban van Kroatië
- József Batthyány (1627-1699), bisschop
- Ignác Batthyány (1741-1798), bisschop
- Kázmér Batthyány (1807-1854), politicus, minister tijdens de Hongaarse Revolutie van 1848
- Franciska Batthyány (1802-1861), geboren als Franciska Széchenyi
- Lajos Batthyány (1807-1849), werd geëxecuteerd, was eerste premier van Hongarije
- Graaf József Sándor Batthyány (1777-1812), Lajos' vader
- Guzstáv, 5de Prins van Batthyány-Strattman (1803-1883), Engels sportman, eigenaar en kweker van Engelse volbloed racepaarden
- Ludovika Olga Karoline Phillipine Antonia Batthyány (1869-1939)
- Graaf Tivadar Batthyány (1859-1931)
- Ladislaus, 7de Prins van Batthyány-Strattmann (1870-1931), specialist in de oogheelkunde, werd zalig verklaard door de paus in 2003
- Gravin Margit Batthyány (1914-1959), leefde tot het einde van de Tweede Wereldoorlog in het kasteel van Rechnitz (Burgenland) waar ze paarden kweekte en een hersteloord had voor leden van de SS. Haar betrokkenheid bij de beruchte Rechnitzbloedbad is nog steeds controversieel[4]